# Emissione Europa
L'emissione Europa, conosciuta fino al 1992 anche come Europa-CEPT, è un'emissione congiunta annuale di francobolli, con un medesimo soggetto o uno stesso tema, emessi dai paesi membri della Comunità europea (1956-1959), della Conferenza Europea di Poste e Telecomunicazioni (CEPT) (1960-1992) e infine di PostEurop (dal 1993).

## Storia
Il 15 settembre 1956 viene emessa la prima serie di francobolli da parte delle amministrazioni postali dei sei paesi aderenti alla CECA; i francobolli hanno lo stesso soggetto: una torre in costruzione costituita dalle lettere della parola latina Europa circondata da un'impalcatura, sullo sfondo sventolante la bandiera federalista.
Nel 1959 si tiene la prima Conferenza Europea delle amministrazioni delle Poste e delle Telecomunicazioni (CEPT) e dall'anno successivo i 19 paesi aderenti iniziano a emettere francobolli con lo stesso soggetto.

Alcuni paesi però emettono anche francobolli con un soggetto diverso da quello comune, sia pure con la scritta "Europa", per cui nel 1970 la CEPT autorizza l'emissione di francobolli con soggetti diversi purché vi compaia il logo CEPT.

A partire dal 1974 il soggetto comune viene sostituito da un tema comune che viene liberamente interpretato da ciascuna amministrazione.

Solo nel 1984, per il venticinquennale della CEPT, nel 2000, per l'inizio del nuovo millennio, e nel 2016, con l'emissione "Think green", si torna al disegno comune.
Nel 1993 la CEPT viene sostituita da PostEurop.

## Elenco delle emissioni

### Soggetto comune (1956-1959)
| Anno | Soggetto comune                    | Tema                                              | Amministrazioni postali partecipanti | Amministrazioni postali partecipanti                               | Autore dell'illustrazione comune   |
| ---- | ---------------------------------- | ------------------------------------------------- | ------------------------------------ | ------------------------------------------------------------------ | ---------------------------------- |
| 1956 | Torre formata dalla parola Europa  | Costruzione dell'Europa                           | 6                                    | Belgio, Francia, Germania Ovest, Italia, Lussemburgo e Paesi Bassi | Daniel Gonzague (Francia)          |
| 1957 | Soggetti diversi                   | Pace e prosperità con l'agricoltura e l'industria | 8                                    | prima partecipazione di Saar e Svizzera                            |                                    |
| 1958 | Colomba che vola sulla E di Europa | La pace al servizio delle idee europee            | 8                                    | prima partecipazione di Turchia                                    | André Van der Vossen (Paesi Bassi) |
| 1959 | Catena composta da sei anelli      |                                                   | 8                                    | prima partecipazione di Austria                                    | Walter Brudi (Germania O.)         |

### Europa CEPT: soggetto comune (1960-1973)
| Anno | Soggetto comune                                                                                          | Tema                                                                      | Amministrazioni postali partecipanti | Amministrazioni postali partecipanti | Autore dell'illustrazione comune           |
| ---- | --- | ------------------------------------------------------------------------- | ------------------------------------ | --- | ------------------------------------------ |
| 1960 | Ruota di carro romano a 19 raggi                                                                         | 1ª emissione della Conferenza Europea di Poste e Telecomunicazioni (CEPT) | 20                                   | prima partecipazione di Danimarca, Finlandia, Grecia, Irlanda, Islanda, Liechtenstein, Norvegia, Portogallo, Regno Unito, Spagna e Svezia | Pentti Rahikainen (Finlandia)              |
| 1961 | Colomba stilizzata composta da 19 colombe                                                                |                                                                           | 16                                   | prima partecipazione di Cipro e San Marino                                                                                                | Theo Kurpershoek (Paesi Bassi)             |
| 1962 | Albero stilizzato con 19 foglie                                                                          |                                                                           | 18                                   | prima partecipazione di Monaco | Lex Weyer (Lussemburgo)                    |
| 1963 | Croce stilizzata formata da quattro U intrecciate                                                        | Europa unita                                                              | 19                                   | | Arne Holm (Norvegia)                       |
| 1964 | Fiore con 22 petali                                                                                      | 5º anniversario della CEPT                                                | 19                                   | | Jacques Bétemps (Francia)                  |
| 1965 | Ramo con tre foglie (rappresentante posta, telefono e telegrafo) e un frutto composto dalle lettere CEPT |                                                                           | 19                                   | | Hördur Karlsson (Islanda)                  |
| 1966 | Barca a vela                                                                                             |                                                                           | 19                                   | prima partecipazione di Andorra francese                                                                                                  | Gregor Bender e Josef Bender (Germania O.) |
| 1967 | Ingranaggio a 22 denti                                                                                   |                                                                           | 19                                   | | Oscar Bonnevalle (Belgio)                  |
| 1968 | Chiave                                                                                                   |                                                                           | 18                                   | | Hans Schwarzenbach (Svizzera)              |
| 1969 | Tempio antico con le lettere di Europa e CEPT che formano le colonne                                     | 10º anniversario della CEPT                                               | 26                                   | prima partecipazione di Città del Vaticano e Jugoslavia                                                                                   | Giorgio Belli e Luigi Gasbarra (Italia)    |
| 1970 | Maglia fatta da 24 fili                                                                                  |                                                                           | 19                                   | | Louis le Brocquy (Irlanda)                 |
| 1971 | Catena di cui un anello forma la O di Europa                                                             |                                                                           | 21                                   | prima partecipazione di Malta | Helgi Haflidasson (Islanda)                |
| 1972 | Aurora boreale composta da 14 stelle                                                                     | Le telecommunicazioni                                                     | 21                                   | prima partecipazione di Andorra spagnola                                                                                                  | Paavo Huovinen (Finlandia)                 |
| 1973 | Corno di posta composto da 3 frecce                                                                      | Poste, telegrafi e telefoni                                               | 24                                   | | Leif Frimann Anisdahl (Norvegia)           |

### Europa CEPT: tema comune (1974-1992)
| Anno | Tema comune                                             | Amministrazioni postali partecipanti | Amministrazioni postali partecipanti                                          |
| ---- | ------------------------------------------------------- | ------------------------------------ | ----------------------------------------------------------------------------- |
| 1974 | Scultura                                                | 23                                   |                                                                               |
| 1975 | Pittura                                                 | 24                                   | prima partecipazione di Cipro del Nord                                        |
| 1976 | Artigianato                                             | 27                                   | prima partecipazione di Guernsey e Isola di Man                               |
| 1977 | Paesaggi                                                | 28                                   |                                                                               |
| 1978 | Monumenti                                               | 30                                   | prima partecipazione di Jersey                                                |
| 1979 | Storia postale                                          | 31                                   | prima partecipazione di Fær Øer e Gibilterra                                  |
| 1980 | Personaggi celebri                                      | 32                                   |                                                                               |
| 1981 | Folklore e feste                                        | 32                                   | prima partecipazione di Azzorre e Madera                                      |
| 1982 | Avvenimenti storici                                     | 35                                   |                                                                               |
| 1983 | Opere del genio umano                                   | 35                                   |                                                                               |
| 1984 | 25º anniversario della CEPT: un ponte (soggetto comune) | 35                                   | disegnatore: Jacky Larrivière (Francia)                                       |
| 1985 | Musica (anno europeo della musica)                      | 35                                   |                                                                               |
| 1986 | Conservazione della natura                              | 35                                   |                                                                               |
| 1987 | Architettura moderna                                    | 35                                   |                                                                               |
| 1988 | Trasporti e comunicazioni                               | 35                                   |                                                                               |
| 1989 | Giochi infantili                                        | 35                                   |                                                                               |
| 1990 | Edifici postali                                         | 37                                   |                                                                               |
| 1991 | L'Europa e lo spazio                                    | 41                                   | prima partecipazione di Bulgaria, Cecoslovacchia, Polonia, Romania e Ungheria |
| 1992 | 500º anniversario della Scoperta dell'America           | 42                                   | prima partecipazione di Albania e Croazia                                     |

### PostEurop: tema comune (dal 1993)
| Anno | Tema comune                                                                  | Amministrazioni postali partecipanti | Amministrazioni postali partecipanti                                                                     |
| ---- | ---------------------------------------------------------------------------- | ------------------------------------ | --- |
| 1993 | Arte contemporanea                                                           | 46                                   | prima partecipazione di Lituania, Moldavia, Rep. Ceca e Slovacchia                                       |
| 1994 | Grandi scoperte                                                              | 49                                   | prima partecipazione di Isole Åland, Groenlandia, Estonia e Lettonia                                     |
| 1995 | Pace e libertà: 50º anniversario della fine della Seconda guerra mondiale    | 49                                   | prima partecipazione di Bosnia ed Erzegovina e Russia                                                    |
| 1996 | Donne europee celebri                                                        | 52                                   | prima partecipazione di Macedonia del Nord                                                               |
| 1997 | Racconti e leggende                                                          | 54                                   | prima partecipazione di Armenia e Ucraina                                                                |
| 1998 | Feste e festival nazionali                                                   | 57                                   | prima partecipazione di Azerbaigian, Bielorussia e Georgia                                               |
| 1999 | Riserve e parchi naturali                                                    | 57                                   | |
| 2000 | Nuovo millennio: torre di sei stelle costruita dai bambini (soggetto comune) | 56                                   | disegnatore: Jean-Paul Cousin (Francia)                                                                  |
| 2001 | L'acqua, ricchezza naturale                                                  | 57                                   | |
| 2002 | Il circo                                                                     | 59                                   | |
| 2003 | L'arte del manifesto                                                         | 58                                   | prima partecipazione di Serbia e Montenegro                                                              |
| 2004 | Le vacanze                                                                   | 58                                   | |
| 2005 | La gastronomia                                                               | 59                                   | prima partecipazione di Bosnia ed Erzegovina poste croate e poste serbe, Montenegro, Kazakistan e Serbia |
| 2006 | L'integrazione vista dai giovani                                             | 60                                   | prima partecipazione di Kosovo                                                                           |
| 2007 | Centenario dello scautismo                                                   | 62                                   | |
| 2008 | La corrispondenza: riscoprire il piacere della scrittura                     | 63                                   | prima partecipazione di Artsakh                                                                          |
| 2009 | Astronomia (Anno internazionale dell'astronomia)                             | 64                                   | |
| 2010 | Libri per bambini                                                            | 61                                   | |
| 2011 | Le foreste (Anno internazionale delle foreste)                               |                                      | |
| 2012 | Visitate … (es.: Visitate l'Italia)                                          |                                      | |
| 2013 | Veicoli postali (20º anniversario di PostEurop)                              |                                      | |
| 2014 | Strumenti musicali nazionali                                                 |                                      | |
| 2015 | Giocattoli                                                                   |                                      | |
| 2016 | Think green                                                                  |                                      | |
| 2017 | Castelli                                                                     |                                      | |
| 2018 | Ponti                                                                        |                                      | |
| 2019 | Uccelli nazionali                                                            |                                      | |
| 2020 | Antiche vie postali                                                          |                                      | |
| 2021 | Fauna selvatica in via di estinzione                                         |                                      | |
| 2022 | Miti e leggende                                                              |                                      | |
| 2023 | PACE – Il valore più alto dell'umanità                                       |                                      | |
| 2024 | Fauna e flora sottomarina                                                    |                                      | |
| 2025 | Scoperte archeologiche                                                       |                                      | |
| 2026 | Disegno comune: 70º anniversario dell'emissione Europa                       |                                      | |
| 2027 | Street art                                                                   |                                      | |